# Spermophilus relictus
Spermophilus relictus is een zoogdier uit de familie van de eekhoorns (Sciuridae). De wetenschappelijke naam van de soort werd voor het eerst geldig gepubliceerd door Kashkarov in 1923.